# Benay
Benay is een gemeente in het Franse departement Aisne (regio Hauts-de-France) en telt 189 inwoners (2004). De plaats maakt deel uit van het arrondissement Saint-Quentin.

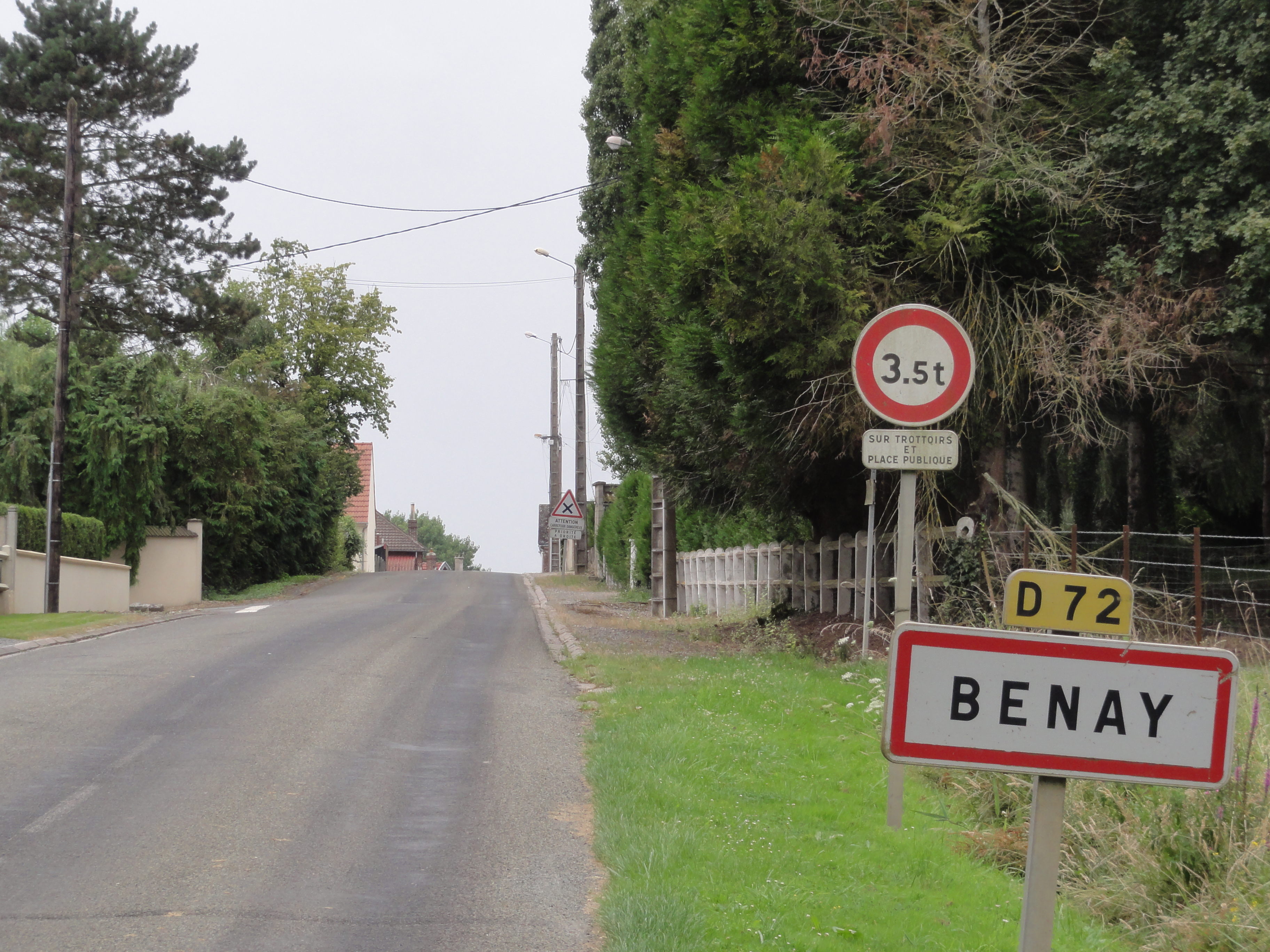
Benay
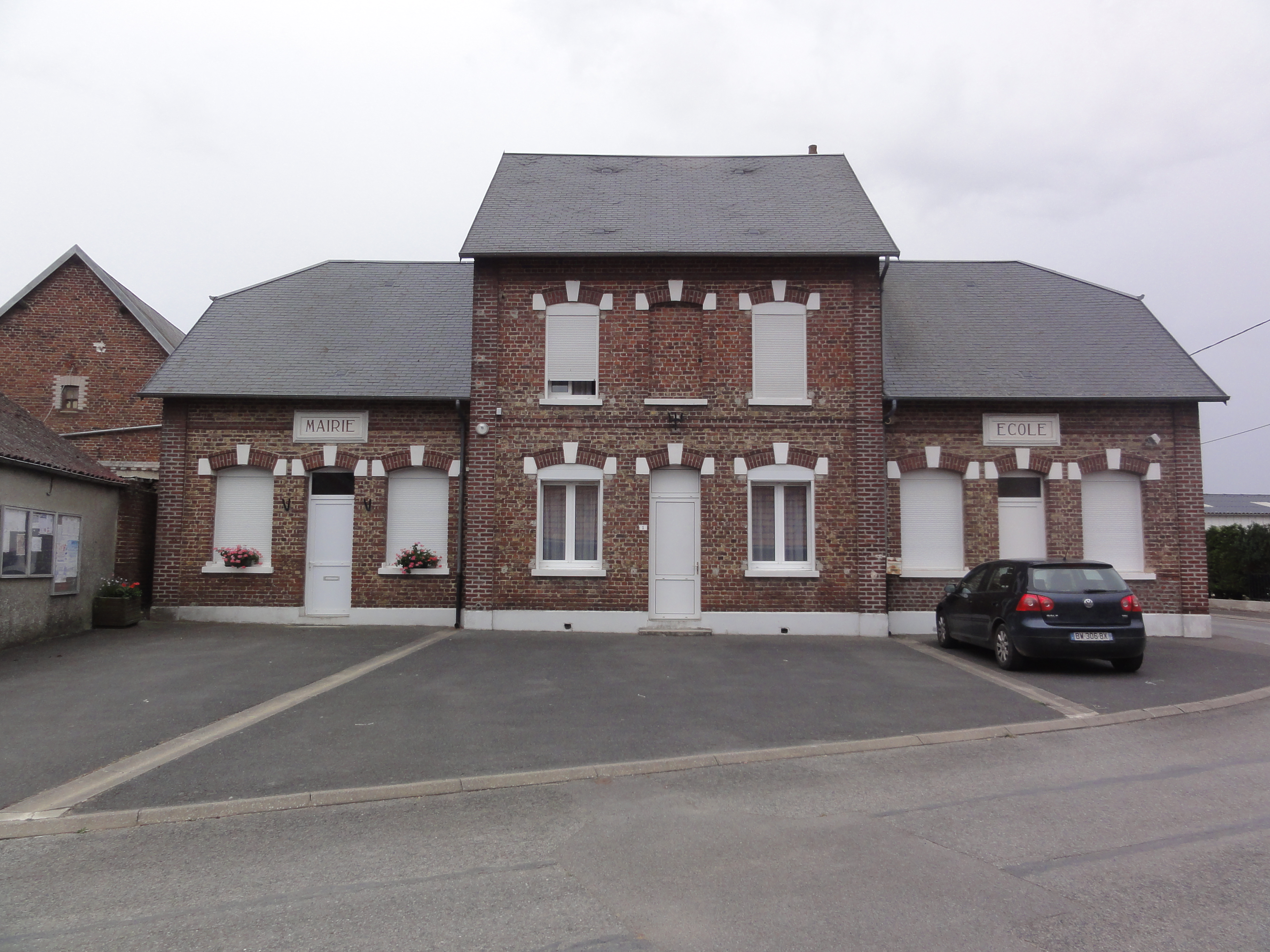
Gemeentehuis/school

## Geografie
De oppervlakte van Benay bedraagt 6,9 km², de bevolkingsdichtheid is 27,4 inwoners per km².

## Demografie
Onderstaande figuur toont het verloop van het inwonertal (bron: INSEE-tellingen).
Vanwege een beveiligingsprobleem met de MediaWiki Graph-software is het momenteel niet mogelijk deze grafiek weer te geven. Zodra de software is bijgewerkt zal de grafiek vanzelf weer zichtbaar worden.